# Genesis (Deftones)
Genesis è un singolo del gruppo musicale statunitense Deftones, pubblicato il 18 settembre 2020 come secondo estratto dal nono album in studio Ohms.
Il brano ha ricevuto una candidatura ai Grammy Awards 2022 nella categoria Best Metal Performance.

## Descrizione
Si tratta della traccia d'apertura del disco ed è caratterizzato da una lunga introduzione di sintetizzatore di Frank Delgado e da molte parti in screaming di Chino Moreno, alcune delle quali tratte dalla prima versione che il cantante ha registrato presso la sua abitazione nel Natale 2019 in maniera sussurrata al fine di non disturbare i propri parenti.

## Video musicale
Il videoclip, pubblicato in concomitanza con l'uscita del singolo, è stato diretto da Sebastian Kökow e girato interamente in bianco e nero.

## Tracce
Testi di Chino Moreno, musiche dei Deftones.
1. Genesis – 5:17

## Formazione
Hanno partecipato alle registrazioni, secondo le note di copertina di Ohms:
Gruppo
- Chino Moreno – voce, chitarra
- Stephen Carpenter – chitarra
- Sergio Vega – basso
- Frank Delgado – tastiera, campionatore
- Abe Cunningham – batteria

Produzione
- Terry Date – produzione, registrazione, missaggio
- Deftones – produzione
- Andy Park – registrazione
- Matt Tuggle – assistenza tecnica
- Howie Weinberg – mastering
- Will Borza – mastering

## Classifiche
| Classifica (2020)                | Posizione massima |
| -------------------------------- | ----------------- |
| Stati Uniti (hard rock)          | 3                 |
| Stati Uniti (rock & alternative) | 38                |